# Com fer-se fastigosament ric a l'Àsia emergent
Com fer-se fastigosament ric a l'Àsia emergent (originalment i en anglès How to Get Filthy Rich in Rising Asia) és la tercera novel·la de Mohsin Hamid, un escriptor pakistanès. La novel·la utilitza una perspectiva de la segona persona del singular, en referència al protagonista només com a tu. La història té lloc en un país sense nom que s'assembla al país d'origen Hamid, el Pakistan. S'hi detallen els inicis de la vida del protagonista com un nen pobre, i com la recerca de la riquesa el trasllada a la gran ciutat, on funda un negoci d'aigua embotellada.
| «              | Si no és que n'estàs escrivint un, un llibre d'autoajuda és un oxímoron | » |
| — Mohsin Hamid |                                                                         |   |

## Anàlisi
El llibre és una enginyosa paròdia dels llibres d'autoajuda, on al llarg de dotze capítols ordenats segons dotze consells oferts pel teòric llibre d'Autoajuda, es presenta l'evolució vital d'un pagès d'origen hindú per un país indeterminat de l'Àsia. És per aquesta suposada intenció d'autoajuda que l'autor s'adreça al lector com a "tu".
Segons Pere Antoni Pons, l'autor no detalla un país o ciutat determinada, per què no vol que importin per ells mateixos sinó per la seva representativitat, on l'escenari del llibre actua com a síntesi de diversos països emergents.

## Traducció al català
L'obra va ser traduïda al català el mateix 2013 per Carles Miró, llicenciat en filosofia per la Universitat de Barcelona i crític literari a diversos mitjans. Ha traduït llibres d'autors com Raymond Carver, Noam Chomsky, Robertson Davies, Marie Darrieussecq, Jennifer Egan, Mario Puzo o Edmund de Waal, entre d'altres.